# José Alejandro Bernales
José Alejandro Bernales Ramírez (Santiago de Chile, 29 de enero de 1949-Ciudad de Panamá, 29 de mayo de 2008) fue un policía chileno. Se desempeñó como general director de Carabineros de Chile, desde el 27 de noviembre de 2005 hasta el día de su fallecimiento, el 29 de mayo de 2008.

## Familia y estudios
Nació en Santiago de Chile el 29 de enero de 1949, siendo el único hijo del matrimonio formado por José Bernales Muñoz, empleado de la Compañía de Agua Potable de Santiago, y de Yolanda Ramírez Baeza. Realizó sus estudios primarios en la Escuela n.º 8 de Santiago y los secundarios en el Liceo Polivalente Guillermo Labarca Hubertson A 78.
En 1973, siendo trasladado como subteniente de Carabineros a la ciudad de Los Andes, conoció a Teresa Bianchini Frost, instancia donde la familia de ella administraba las «Termas El Corazón». Tras estar emparejados durante dos años, ambos contrajeron matrimonio el 1 de noviembre de 1975. La pareja tuvo tres hijos: Javier Alejandro, Cristián Antonio y Francisco Tomás.

## Carrera policial
Ingresó a la Escuela de Carabineros el 16 de marzo de 1970, egresando el 16 de enero de 1972 con el grado de subteniente de Orden y Seguridad. Fue destinado inicialmente a la 7.ª Comisaría de Valparaíso y luego a la 3.ª Comisaría Norte de esa ciudad y finalmente al grupo de formación de Carabineros en Los Andes. Tras ser ascendido al grado de teniente el 16 de septiembre de 1973, trabajó un tiempo en la 3.ª Comisaría de esta última localidad, volviendo al grupo de formación antes de pasar a la 31.ª Comisaría de Carreteras y a la 29.ª.
También fue parte de la Comisaría de Fuerzas Especiales y de la Dirección de Inteligencia de la institución. Se integró posteriormente a la Academia de Ciencias Policiales, graduándose con el título de profesor institucional y un magíster en ciencias policiales y seguridad pública. El 1 de diciembre de 1988 fue ascendido al grado de mayor y el 2 de abril de 1993 a teniente coronel. Tras prestar servicios en el ámbito de inteligencia policial, asumió luego diversos roles docentes, primero como subdirector administrativo y luego académico de la Academia de Ciencias Policiales y luego como subdirector y director de la Escuela de Suboficiales. Fue ascendido al grado de coronel en 1997 y al año siguiente fue designado como director de la Escuela de Carabineros.

### Generalato
El 2 de noviembre de 1999 fue ascendido a general de Zona, asumiendo cargos en las zonas policiales en la Región del Maule y en la Región de La Araucanía. Su ascendente carrera continuó al ser investido como general inspector el 2 de diciembre de 2003, quedando al mando de la Dirección Nacional de Inteligencia de Carabineros de Chile, especializada en temas delictuales.
El 27 de noviembre de 2005 asumió el cargo de general director de Carabineros, siendo nombrado por el presidente de la República Ricardo Lagos. Durante su cargo se destacó por su cercanía tanto con los miembros de la institución policial, como con el mundo civil, y tuvo que enfrentar la muerte en servicio de varios carabineros, entre ellos los cabos Luis Moyano, Cristián Vera, Carlos Cuevas y Job Burgos. Ante estas situaciones, sus expresiones tuvieron gran repercusión en la opinión pública, especialmente por su carácter fuerte pero sensible. Dentro de las frases más recordadas se encuentran «No se duerman, que los vamos a encontrar; no se duerman, que los vamos a detener» y «Matar a un carabinero, es matar al Derecho y matar al país», luego las muertes de los cabos Moyano y Vera, respectivamente. Bernales llegó incluso a criticar directamente al Poder Judicial chileno por la impunidad con que actuaban algunos delincuentes, como los asesinos de Cuevas y Burgos, que habían sido liberados anteriormente pese a su largo prontuario delictual.

Necesitamos que los jueces se pongan una mano en el corazón y los que se sientan tocados, así lo hagan. Que hagan justicia. Eso es lo que queremos, eso es lo que pide el país. En estos momentos somos víctimas y eso es lo que pido como víctima. (...) Estas personas tienen prontuario policial. Deberían estar entre rejas, muy entre rejas y están libres.
José Alejandro Bernales, 13 de febrero de 2008.

Su preocupación hacia sus subordinados se manifestó con la atención entregada por él y su señora a las familias de los cuatro carabineros muertos en acción. Estos hechos además influyeron en la decisión de mejorar la calidad del equipamiento de Carabineros para evitar sucesos similares en el futuro. Su gestión además se caracterizó por una mejora en las relaciones de parte de la institución con el gobierno y el mundo civil, convirtiendo a Carabineros de Chile en la institución pública más prestigiosa y valorada por la ciudadanía.
Sin embargo, también tuvo mano dura contra los miembros de la policía uniformada que cometieron excesos durante las movilizaciones estudiantiles ocurridas en Chile durante 2006, situación en que destituyó por lo menos a 10 uniformados, incluyendo al prefecto y subprefecto de Fuerzas Especiales.

Con la facultad que tengo he ordenado remover del cargo al prefecto de Fuerzas Especiales. (...) Esto da una muestra de que no permitiré, tal como lo hice cuando asumí el cargo, no permitiré excesos. También los procedimientos que se han ajustado a derecho los voy a defender. Pero en este caso puntual no voy a defender este procedimiento
(Con respecto a) los carabineros que salgan responsables, ordené dar cuenta también al término de la investigación a la justicia militar por las responsabilidades que a ellos se les han detectado.
José Alejandro Bernales, 31 de mayo de 2006.

En noviembre de 2007, los directores de policía de América, reunidos en Bogotá (Colombia), lo nombraron como presidente de la recién creada Comunidad de Policías de América Latina y el Caribe (Ameripol), cuyo objetivo es fortalecer la acción de los organismos policiales de dicho continente. Mantuvo el cargo hasta su fallecimiento.

### Historial militar
Su historial de ascensos en Carabineros de Chile fue el siguiente:
- 1970: Aspirante a oficial
- 1972: Subteniente
- 1973: Teniente
- 1980: Capitán
- 1988: Mayor
- 1993: Teniente coronel
- 1997: Coronel
- 1999: General de Zona
- 2003: General inspector
- 2005: General director

## Muerte

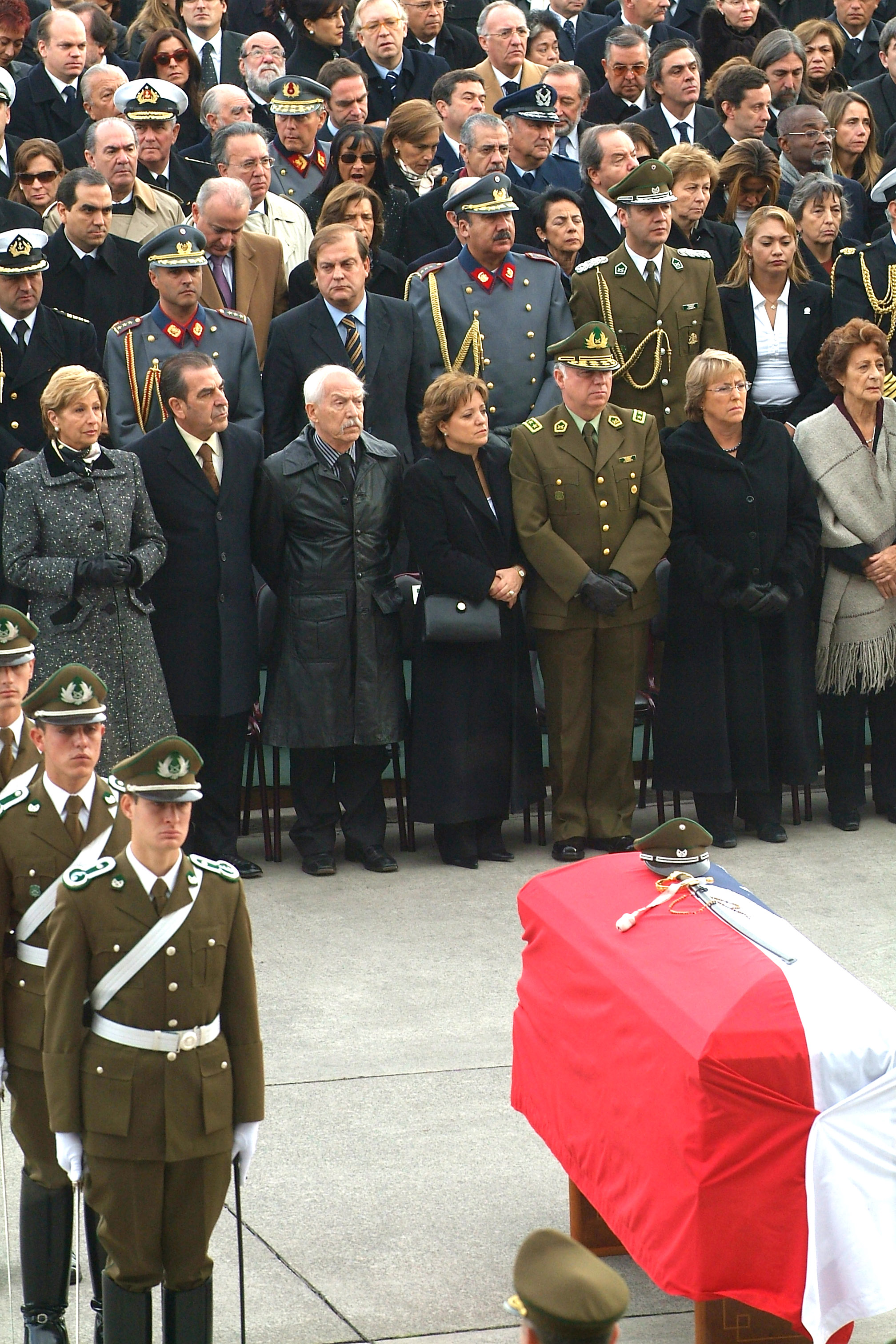
El féretro del General Bernales durante su funeral junto a las principales autoridades del país.

Durante una visita oficial que realizaba en Panamá, el helicóptero en que viajaba junto a su esposa y otras diez personas capotó sobre el barrio de Calidonia en la Ciudad de Panamá, chocando contra un edificio ocupado por el almacén Banana Price, el 29 de mayo de 2008 a las 14:13 hora local. Once de los doce ocupantes fallecieron, incluyéndolo a él, su cónyuge, los comandantes Óscar Tapia, además de su esposa Carolina Reyes, y Ricardo Orozco y el capitán Mauricio Fuenzalida. El impacto además provocó diversos daños en el barrio, generando un incendio. Debido a su fallecimiento se convirtió en el único general director de Carabineros en morir en el ejercicio del cargo desde la fundación de la institución en 1927.
Tras confirmar su deceso el gobierno de Chile decretó tres días de duelo oficial. La presidenta Michelle Bachelet realizó una cadena nacional de radio y televisión en conmemoración de él y sus acompañantes fallecidos, en el transcurso del discurso la mandataria tuvo gestos de mucha emoción.

Comprobé en terreno el cariño que supo ganarse en la gente. Fui testigo de su profundo sentido del deber y de su colaboración permanente con el Gobierno en las tareas de orden y de seguridad. Su liderazgo impuso un imborrable sello en Carabineros de Chile, y no me cabe duda que el recuerdo de su gestión inspirará a las nuevas generaciones de uniformados. Él hizo de Carabineros de Chile una institución más cercana a la gente, y estuvo junto a sus funcionarios en los momentos más difíciles y dolorosos que tuvo que enfrentar la policía uniformada en el transcurso de su gestión.
Presidenta Michelle Bachelet, 29 de mayo de 2008.

Los restos de los pasajeros fallecidos llegaron al país durante la medianoche del día viernes realizando un recorrido desde el Aeropuerto de Santiago hacia la Escuela de Carabineros cruzando gran parte de la capital y recibiendo diversas muestras de afecto de parte de miles de personas, salvo acotados grupos y actores sociales que lo consideraron como artífice de una política de represión sistemática contra la expresión de propuestas opuestas al statu quo de la época. Su funeral se realizó el domingo 1 de junio de 2008 en una ceremonia transmitida por televisión a nivel nacional y que contó con la asistencia de las principales autoridades del país, pese a ello, la sepultura fue realizada de forma privada en el Cementerio Parque del Recuerdo.

## Homenajes
Tras su muerte, un grupo de senadores encabezados por el presidente del Senado Adolfo Zaldívar le rindió un homenaje a Bernales, a la comitiva que lo acompañaba, y a su familia. De la misma manera, todas las bancadas de los partidos políticos representados en la Cámara de Diputados hicieron lo propio.
En la comuna de Ñuñoa de la capital Santiago, de la que Bernales era vecino, se renombró el tramo de una calle con su nombre.
En la calle Augusto Lutz con Pedro Bórquez de la comuna de Punta Arenas, se erigió un monumento en su nombre.